# Omalophora obliquella
Omalophora obliquella är en insektsart som beskrevs av Matsumura 1942. Omalophora obliquella ingår i släktet Omalophora och familjen spottstritar. Inga underarter finns listade i Catalogue of Life.